# Мазурка (река)
Мазурка — река в России, протекает по территории Правдинского района Калининградской области. Река впадает в Стоговку в 2 км от устья по правому берегу. Длина реки — 27 км, площадь водосборного бассейна — 50,6 км².

## Данные водного реестра
По данным государственного водного реестра России, относится к Балтийскому бассейновому округу, водохозяйственный участок реки — Преголя. Относится к речному бассейну реки Неман и рекам бассейна Балтийского моря (российская часть в Калининградской области).
Код объекта в государственном водном реестре — 01010000212104300010398.

## Топографическая карта
- Лист карты N-34-55 Гвардейск. Масштаб: 1 : 100 000. Состояние местности на 1980 год. Издание 1987 г.